# Rakouské korunovační klenoty

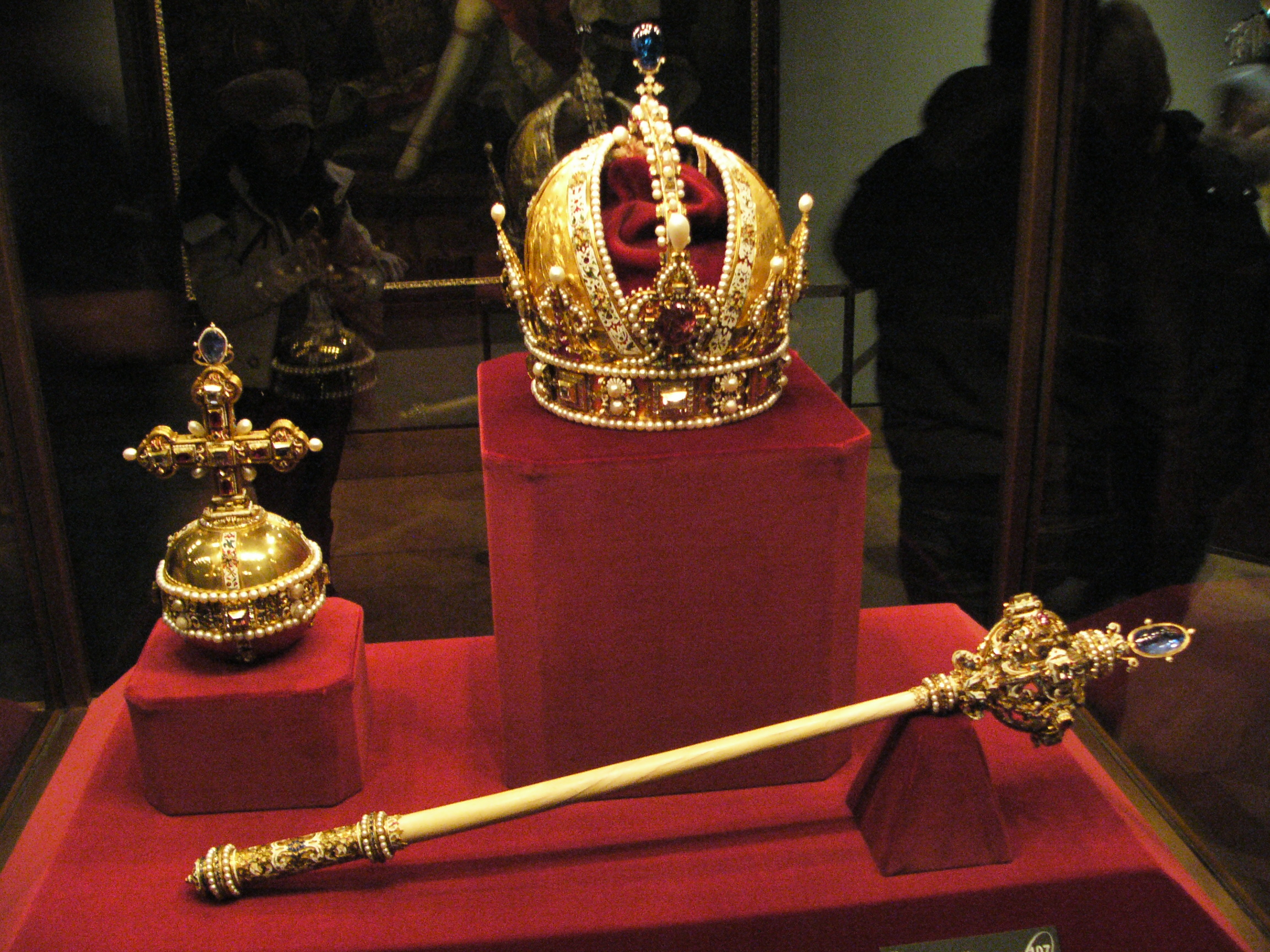
Rakouské císařské insignie

Rakouské císařské korunovační klenoty byly používány svatořímskými panovníky a později rakouskými císaři při jiných korunovacích nebo důležitých státních obřadech. Ovšem ke skutečné korunovaci rakouského císaře nebyly nikdy použity, protože korunovace rakouských císařů fakticky neexistovala.
Klenoty zahrnují: korunu Rudolfa II., žezlo, jablko, meč a plášť.
Většina rakouských klenotů je uchovaná v Schatzkammeru (císařské pokladnici) v císařském paláci Hofburgu ve Vídni.
Tři nejvýznamnější předměty těchto klenotů jsou:
- Rakouská císařská koruna – byla zhotovena roku 1602 v Praze na rozkaz císaře Rudolfa II. ze zlata, diamantů, nejrůznějších drahých kamenů (safírů, rubínů), perel a sametovým polstrováním;
- Rakouské císařské žezlo
- Rakouské císařské jablko